# Gheorghe Tattarescu
Gheorghe Tattarescu (Focșani, ottobre 1818 – Bucarest, 24 ottobre 1894) è stato un pittore rumeno, legato alla corrente artistica del Neoclassicismo.

## Galleria d'immagini

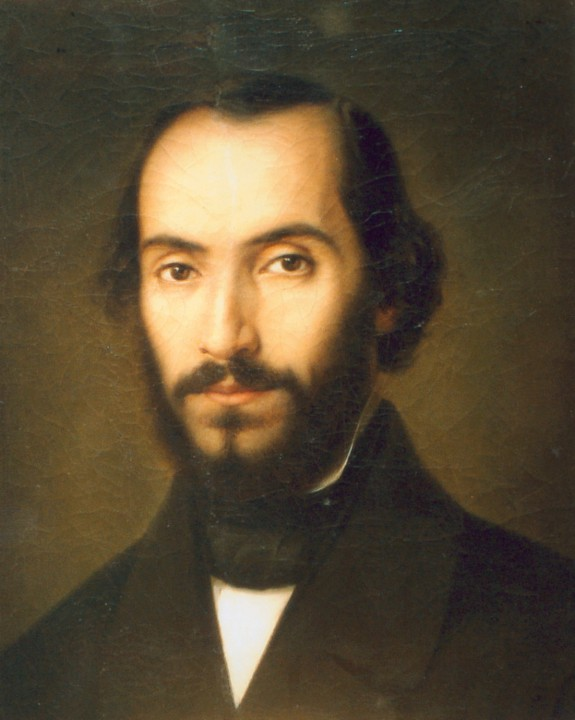
Nicolae Bălcescu.
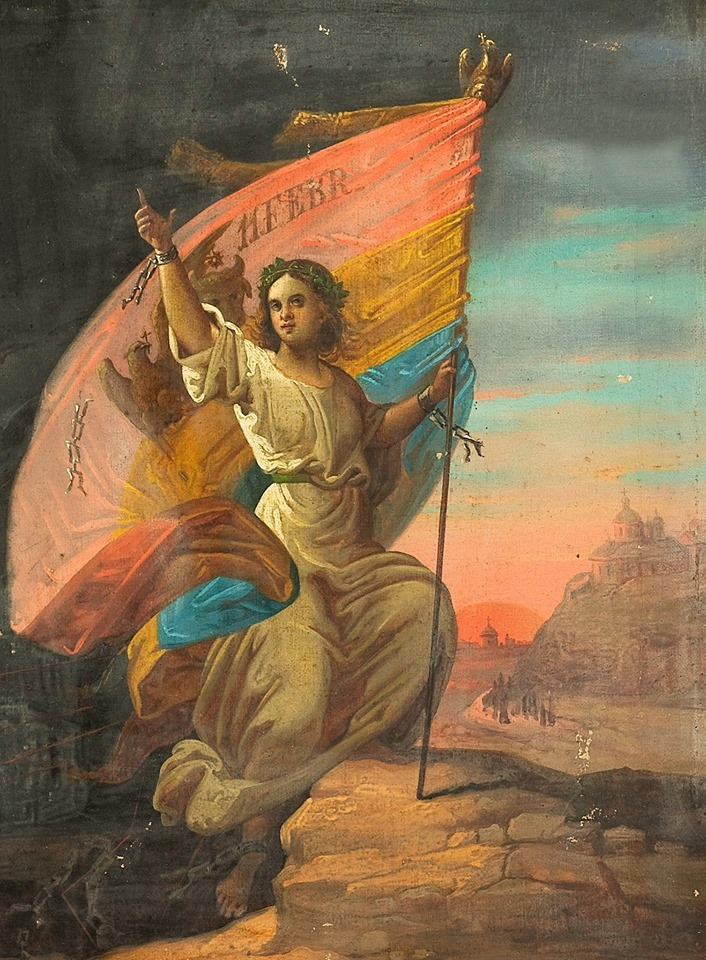
Celebrazione dell'11 febbraio 1866.
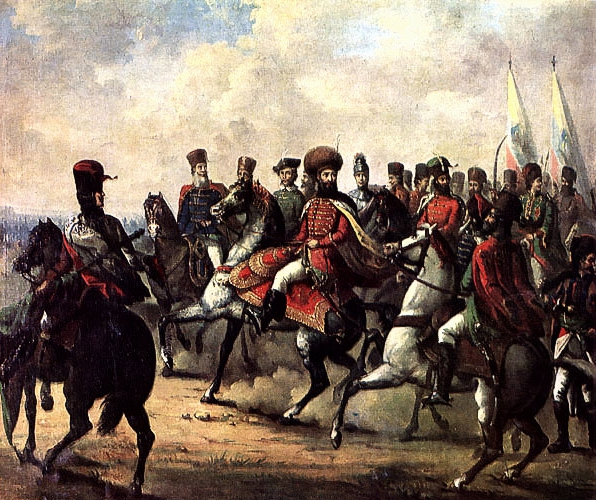
Michele il Coraggioso al comando della sua armata.
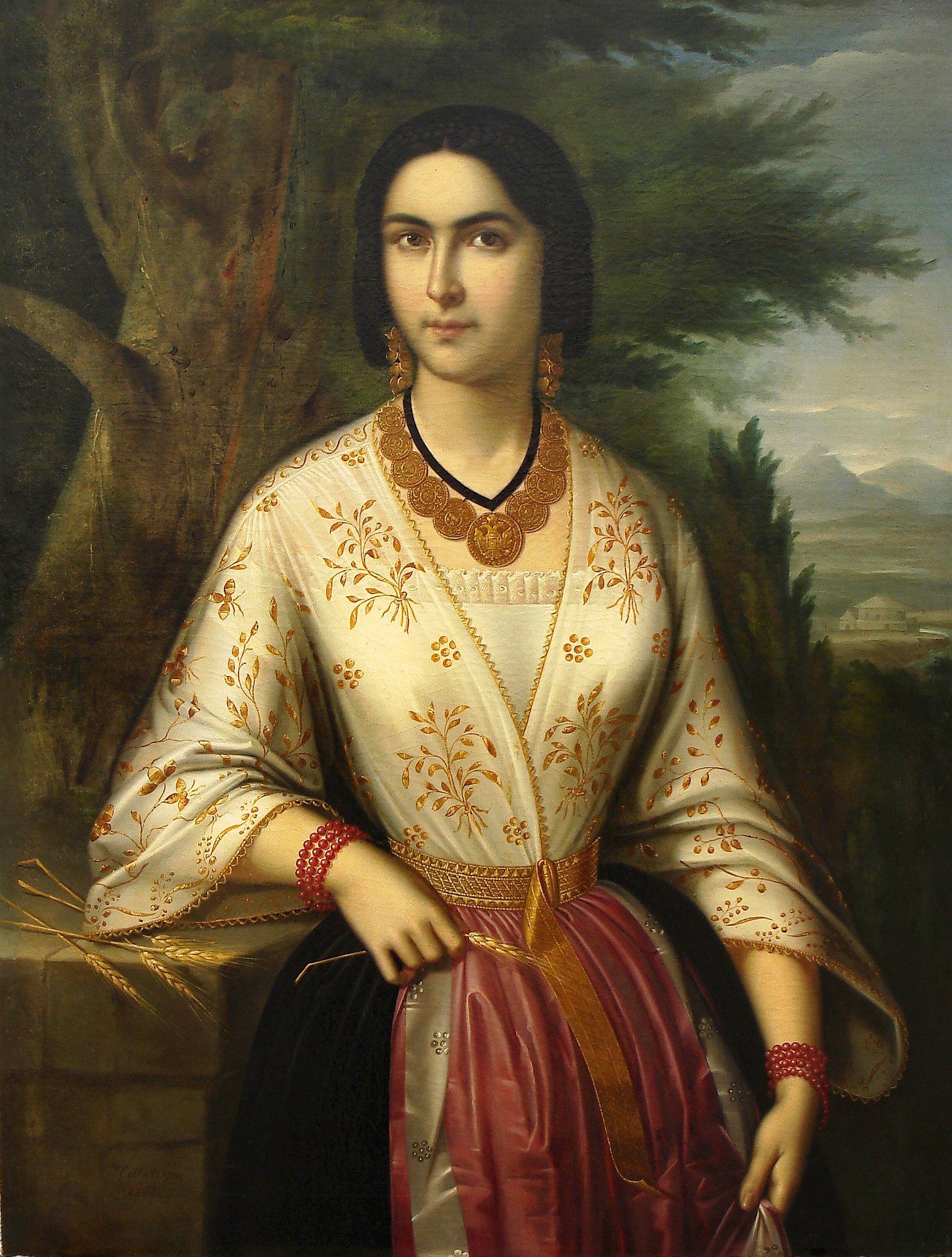
Giovane donna con collana.
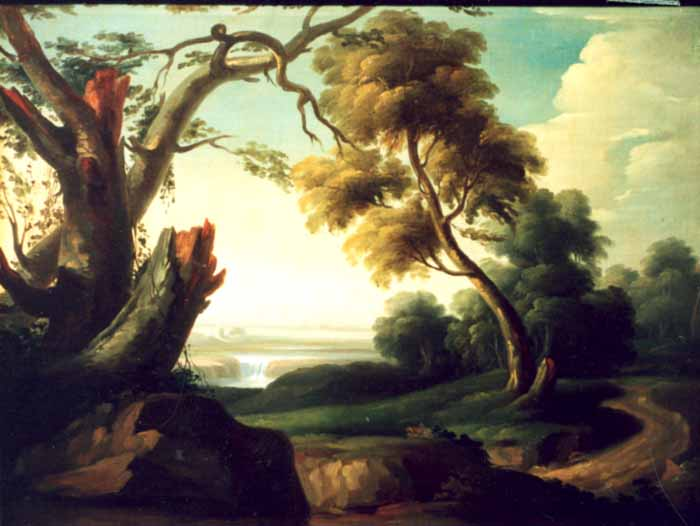
Paesaggio con tronchi.